# Douwd
Douwd is een fictief ras uit het Star Trek-universum.
Van de Douwd is niet veel bekend. Het is een uit pure energie bestaande buitenaardse levensvorm, die zichzelf meestal verhult in een mensachtige vorm. De onsterfelijke Douwd zijn (vrijwel) almachtig en hebben beschikking over enorme scheppende, maar ook vernietigende, krachten.
Een Douwd die zich voordeed als de mens Kevin Uxbridge was al 53 jaar samen met zijn menselijke vrouw Rishon. Hij had haar nooit verteld dat hij geen mens was. In 2366 werd de planeet waarop ze woonden, Delta Rana IV genaamd, aangevallen door een kwaadaardig buitenaards ras dat de Husnock werd genoemd. De zachtaardige en pacifistische Douwd had bij zichzelf gezworen nooit te zullen doden, maar probeerde wel met illusies de Husnock weg te jagen. Dit lukte niet en de woedende Husnock vernietigden al het leven op Delta Rana IV. Bij de aanblik van zijn dode vrouw werd de Douwd zo aangegrepen door woede en smart, dat hij in één ogenblik alle Husnock vernietigde: maar dan ook álle Husnock, waar ook in het universum. In een vlaag van blinde woede doodde de Douwd hiermee zo'n 50 miljard wezens. Toen het verstand weer de bovenhand kreeg, was het wezen ontzet door wat het had aangericht. De Douwd herschiep zijn vrouw, zijn huis en tuin, en besloot alleen op Delta Rana IV te blijven leven.
Toen de USS Enterprise NCC-1701D drie dagen na de aanval bij de planeet aankwam, was het lapje grond met het huis en de twee personen het enige wat er op de verwoeste planeet te vinden was. Uiteindelijk was de Douwd gedwongen zijn daad op te biechten en kapitein Jean-Luc Picard van de Enterprise besloot hem met rust te laten, door hem op de planeet achter te laten met zijn diepe gevoelens van schuld en verdriet.